# Comuna Cervoni Hatkî, Dzerjînsk
Cervoni Hatkî (în ucraineană Червонохатківська сільська рада) este o comună în raionul Dzerjînsk, regiunea Jîtomîr, Ucraina, formată din satele Cervoni Hatkî (reședința) și Zalujne.

## Demografie
Componența lingvistică a satului Cervoni Hatkî
     Ucraineană (98,48%)
     Rusă (1,52%)
Conform recensământului din 2001, majoritatea populației satului Cervoni Hatkî era vorbitoare de ucraineană (98,48%), existând în minoritate și vorbitori de rusă (1,52%).